# QQ Весов
QQ Весов (лат. QQ Librae) — одиночная переменная звезда в созвездии Весов на расстоянии приблизительно 420 световых лет (около 129 парсеков) от Солнца. Видимая звёздная величина звезды — от +12,1m до +11,9m.

## Характеристики
QQ Весов — оранжевая эруптивная переменная звезда типа RS Гончих Псов (RS) спектрального класса K. Эффективная температура — около 3800 К.